# Вискос
Виско́с (фр. Viscos, окс. Biscòs) — коммуна во Франции, находится в регионе Юг — Пиренеи. Департамент — Верхние Пиренеи. Входит в состав кантона Люс-Сен-Совёр. Округ коммуны — Аржелес-Газост.
Код INSEE коммуны — 65478.

## География
Коммуна расположена приблизительно в 690 км к югу от Парижа, в 145 км юго-западнее Тулузы, в 37 км к югу от Тарба.
На востоке коммуны протекает река Гав-де-По. Большую часть территории коммуны занимают леса.

## Климат
Климат умеренно-океанический с солнечной тёплой погодой и обильными осадками на протяжении практически всего года.

## Население
Население коммуны на 2010 год составляло 44 человека.
| 1962 | 1968 | 1975 | 1982 | 1990 | 1999 | 2010 |
| ---- | ---- | ---- | ---- | ---- | ---- | ---- |
| 56   | 63   | 48   | 41   | 32   | 42   | 44   |

## Администрация
| Период | Период | Фамилия  | Партия | Примечания |
| ------ | ------ | -------- | ------ | ---------- |
| 2001   | 2020   | Ги Лонка |        |            |

## Экономика
В 2010 году среди 29 человек трудоспособного возраста (15-64 лет) 23 были экономически активными, 6 — неактивными (показатель активности — 79,3 %, в 1999 году было 50,0 %). Из 23 активных жителей работали 20 человек (10 мужчин и 10 женщин), безработных было 3 (2 мужчин и 1 женщина). Среди 6 неактивных 4 человека были учениками или студентами, 0 — пенсионерами, 2 были неактивными по другим причинам.

## Фотогалерея

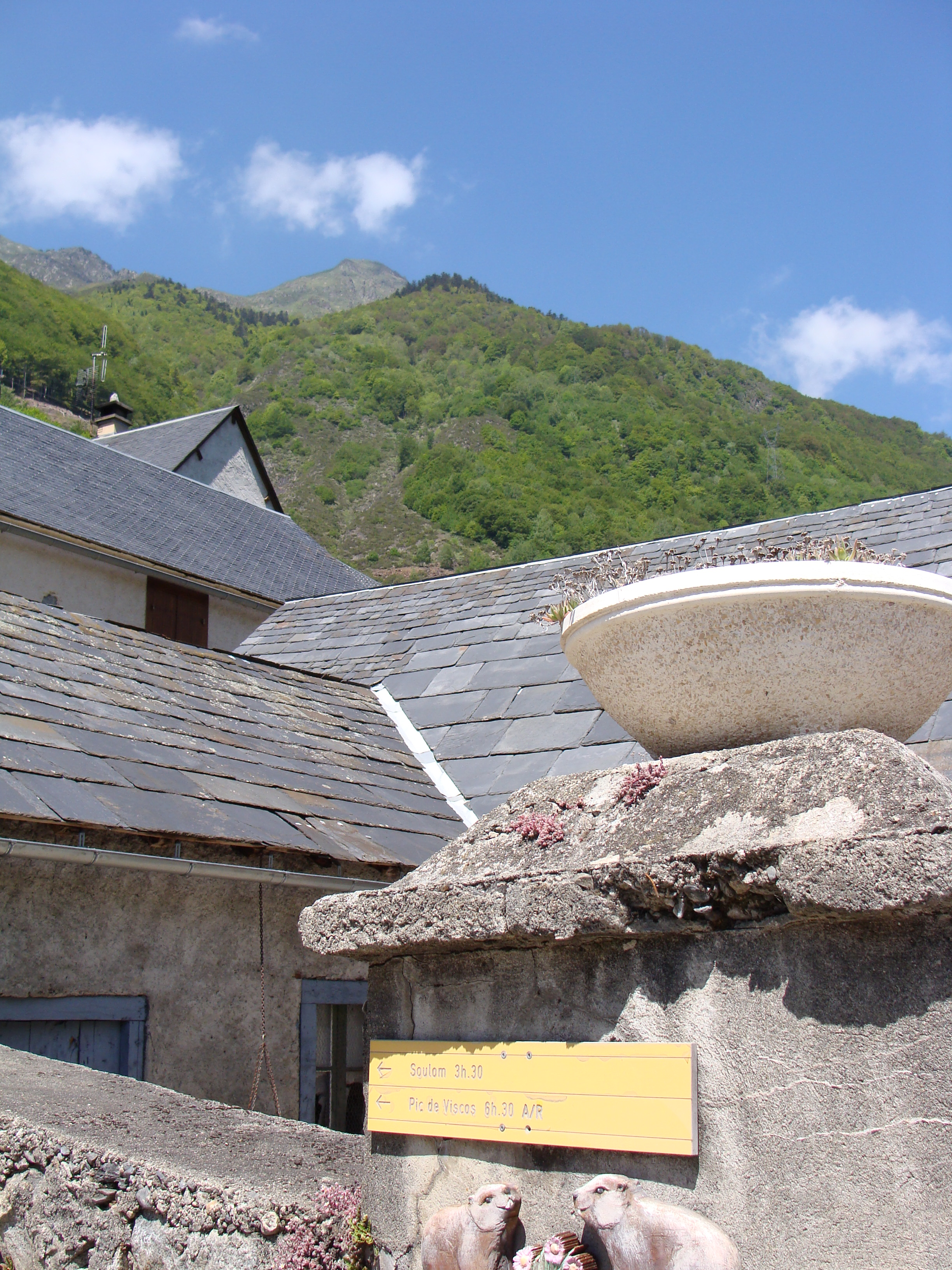
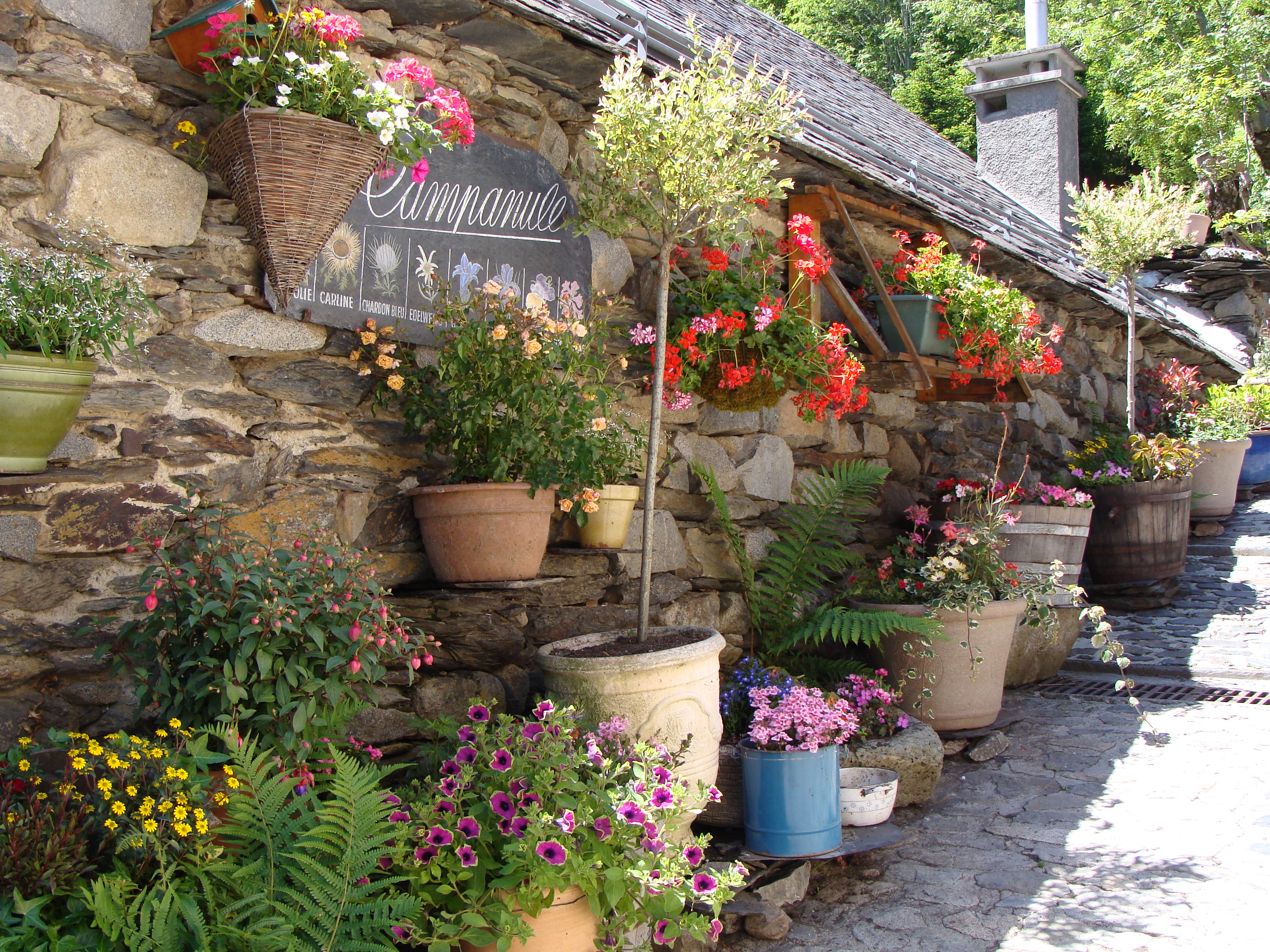
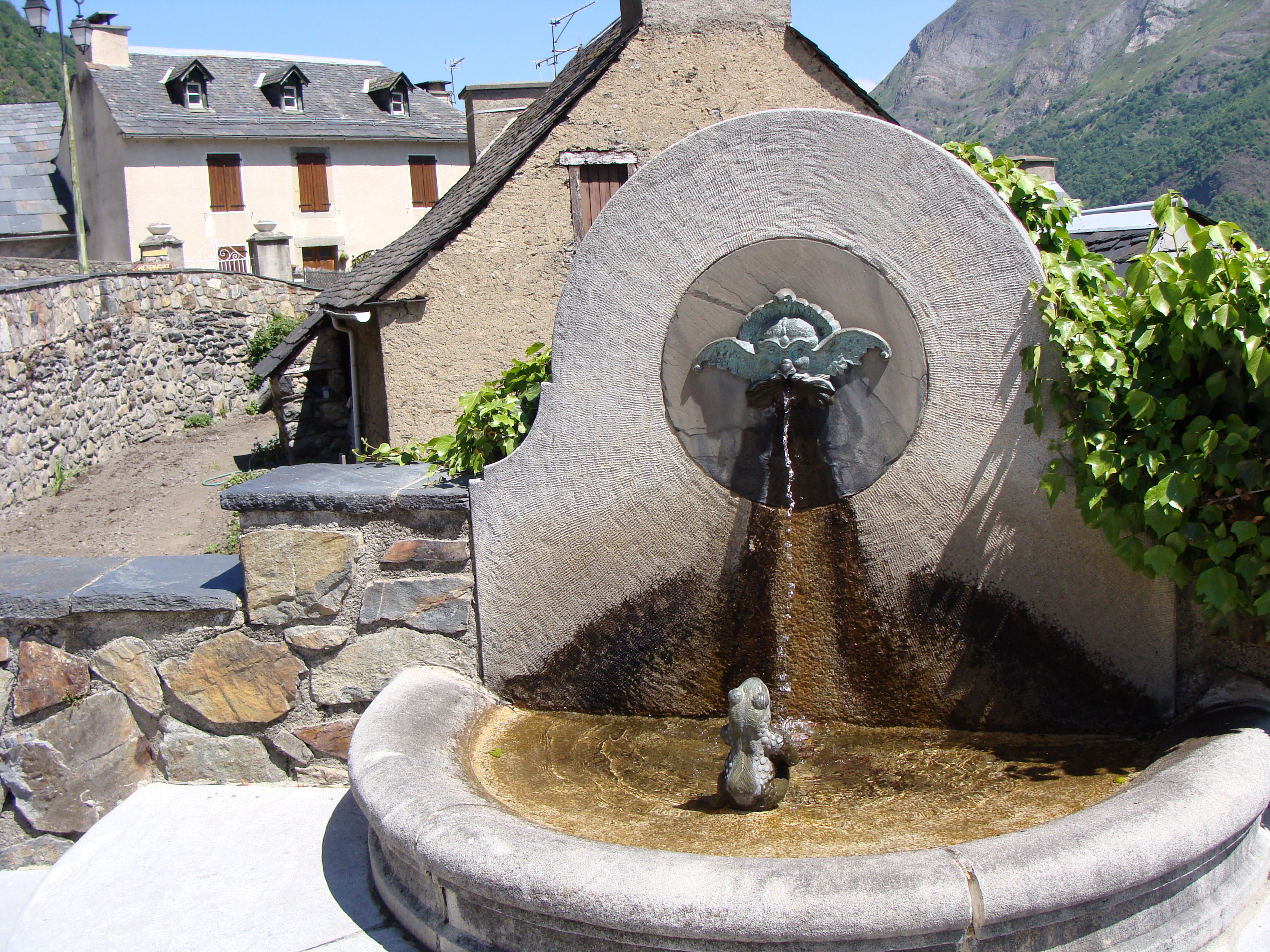
Фонтан
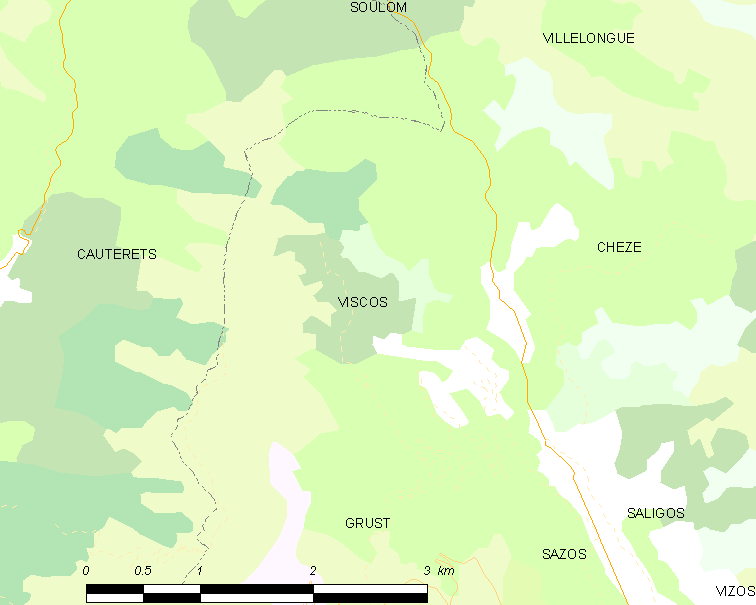
Карта коммуны